# Caixa d'Estalvis i Mont de Pietat de Barcelona
La Caixa d'Estalvis i Mont de Pietat de Barcelona, més coneguda com a Caixa de Barcelona, va ser una caixa d'estalvis fundada el 1844 arran d'un projecte que s'estudiava des de 1835 per part de la Societat Econòmica Barcelonesa d'Amics del País, la Reial Junta Particular de Comerç de Barcelona i l'Ajuntament de Barcelona.

## Història

### Fundació
La Caixa de Barcelona va ser fundada en el context històric d'eclosió de projectes fonamentals per a l'economia barcelonina que es va produir després de l'entrada del general Prim a Barcelona al juny de 1843: demolició de part de les muralles de ponent, l'obertura del carrer de Ferran, la construcció del Gran Teatre del Liceu, el ferrocarril Barcelona-Mataró, etc.
La primera junta directiva, de 1844, va estar composta per Dionisio Valdés com a president, el baró de Maldà com a director, i Francesc Barret i Druet com a secretari. L'entitat també va ser coneguda amb el sobrenom de «Caixa dels Marquesos», a causa del gran nombre de nobles que figuraven en el seu consell: els marquesos de la Quadra, d'Alfarràs, d'Alòs, de Llo, de Camps, de Puerto Nuevo, de Palmerola, de Castelldosrius, de Galtero, de Caldes de Montbui, de Sant Antoni, de Sentmenat, de Soto-Hermoso, de Dou, de Zambrano, de Vilallonga, de Sagnier, de Castell-Florite, de Casa Pinzón, de Monsolís, de Mura, i de Coscojuela; els barons de Maldà, de Vilagaià, de Purroy, de Viver, de l'Albi, de Quadras; els comtes de Figuerola, de Bell-lloc, de la Vall de Merlès, de Sert, de Fígols; el vescomte de Forgas; i el duc de Solferino. Altrament, també era coneguda popularment com El Monte.

### Seu social
Inicialment va tenir la seva seu social a la Plaça Sant Jaume, 7-8 de Barcelona, obra enllestida el 1902 per l'arquitecte August Font i Carreras. El 1973, es traslladà a un edifici de nova construcció, situat a l'Avinguda Diagonal, 530 de Barcelona, projectat per l'arquitecte Xavier Busquets i Sindreu.

### Primeres sucursals
Fins als inicis de la Guerra Civil Espanyola va disposar d'una reduïda xarxa de cinc sucursals, centrades en la ciutat de Barcelona, tot aprofitant les agregacions de diversos municipis del pla de Barcelona de finals del segle xix com ara Gràcia, Sants i Sant Martí dels Provençals:
- Sucursal número 1: Carrer de l'Hospital, 149-155, on hi havia també el Mont de Pietat (1892)
- Sucursal número 2: Plaça de Sant Pere, 4
- Sucursal número 3: Carrer Gran de Gràcia, 18 (1906)
- Sucursal número 4: Carrer del Clot, 73 (1915)
- Sucursal número 5: Carrer de Sants, 65

Totes elles van continuar operatives fins ben entrat el segle xxi, si bé la majoria van anar sent clausurades progressivament per no poder ser adaptades, per la seva configuració arquitectònica, a la nova aposta innovadora d'oficina Store, on un elevat número de caixers automàtics a l'exterior, façanes dominades per grans vidres per donar el màxim de llum natural a l'interior i una plantilla de treballadors superior a cada una d'elles, no ho permetien. Fins aleshores, es disposava d'un número de sucursals molt més elevat, però, cada una d'elles, més reduïda en termes de treballadors i superfície.

### Últimes dècades delseglexx: 1970 i 1980
En la dècada de 1970 era la segona caixa catalana, per darrere de la Caixa de Pensions, aglutinant el 17,3% dels dipòsits catalans. A nivell espanyol era la tercera per darrere de La Caixa de Pensions i la Caja de Ahorros y Monte de Piedad de Madrid.
El 1977, en l'últim consell d'administració previ a la reforma de Fuentes Quintana, encara apareixien com a titulars diversos marquesos i nobles, que van sortir de l'entitat amb normalitat i van donar pas a una etapa de modernització sota la presidència d'Eusebio Díaz Morera i la direcció d'Andreu Buades. El 1979 va absorbir la Caixa de la Sagrada Família, el 1986, la Caixa Rural del Pirineu i el 1988 la Caixa Rural Provincial de Barcelona.

### Fusió amb la Caixa de Pensions
Al final de la dècada de 1980, es va iniciar un procés de fusió de la Caixa de Barcelona amb la Caixa de Pensions (Caixa de Pensions per a la Vellesa i d'Estalvis), presidides llavors per Josep Joan Pintó i Ruiz i per Joan Antoni Samaranch, respectivament, que va culminar l'any 1990 amb la creació de l'Caixa d'Estalvis i Pensions de Barcelona, «La Caixa», nom comercial usat fins llavors per la Caixa de Pensions.